# Ramona Straub
Ramona Straub (19 settembre 1993) è una saltatrice con gli sci tedesca.

## Biografia
Ha esordito in Coppa Continentale, la massima competizione femminile di salto prima dell'istituzione della Coppa del Mondo nella stagione 2012, il 10 febbraio 2007 a Breitenberg (33ª) e in Coppa del Mondo il 7 gennaio 2012 a Hinterzarten (26ª)
Ha debuttato ai Campionati mondiali a Lahti 2017, classificandosi 33ª nel trampolino normale, e ai Giochi olimpici invernali a Pyeongchang 2018, dove è stata 8ª nel trampolino normale. Ha conquistato il suo primo podio in Coppa del Mondo il 2 dicembre 2018 a Lillehammer (2ª) e la prima vittoria il 19 gennaio 2019 nella gara a squadre di Zaō; ai Mondiali di Seefeld in Tirol 2019 ha vinto la medaglia d'oro nella gara a squadre ed è stata 18ª nel trampolino normale.

## Palmarès

### Mondiali
- 1 medaglia:
  - 1 oro (gara a squadre a Seefeld in Tirol 2019)

### Mondiali juniores
- 2 medaglie:
  - 1 argento (gara a squadre a Erzurum 2012)
  - 1 bronzo (gara a squadre a Liberec 2013)

### Coppa del Mondo
- Miglior piazzamento in classifica generale: 14ª nel 2018 e nel 2019
- 2 podi (1 individuale, 1 a squadre):
  - 1 vittoria (a squadre)
  - 1 secondo posto (individuale)

#### Coppa del Mondo - vittorie
| Data            | Località | Nazione  | Trampolino                                                             |
| --------------- | -------- | -------- | ---------------------------------------------------------------------- |
| 19 gennaio 2019 | Zaō      | Giappone | Yamagata HS102 (con Juliane Seyfarth, Carina Vogt e Katharina Althaus) |